# Castillo de Utsonomiya
El castillo de Utsonomiya (宇都宮城 Utsunomiya-jō??) fue una fortaleza situada en Utsunomiya, en el centro de la Prefectura de Tochigi, Japón. Al final del periodo Edo el castillo de Utsunomiya era la sede de una rama del clan Toda, daimio del domino de Utsunomiya. 

## Historia
El castillo de Utsunomiya fue construido por Fujiwara Hidesato o por Fujiwara Sōen alrededor del año 1063. Fue erigido sobre una pequeña colina al sur del santuario sintoísta de Futarayama (Utsonomiya), que era el santuario sintoísta de mayor categoría (ichinomiya) de la provincia de Shimotsuke. Su valor estratégico se basaba en que estaba situado en el cruce de las rutas de Ōshū (Ōshū Kaidō) y Nikkō (Nikkō Kaidō).  Fujiwara Sōen jugó un importante papel en la guerra Zenkunen y era el antepasado del clan Utsunomiya, que dominó el área durante los siguientes 500 años, en los periodos de Kamakura y Muromachi.
Durante el periodo Sengoku el castillo fue notablemente ampliado y abarcaba un área de más de cuatro kilómetros de diámetro, con una serie de fosos concéntricos y altos terraplenes de tierra, y se hizo famoso por ser uno de los siete grandes castillos de la región de Kantō. El clan Utsunomiya defendió el castillo con éxito contra los repetidos ataques del clan Odawara Hōjō. Aun así, el clan Utsunomiya fue desposeído de sus tierras en 1597 por Toyotomi Hideyoshi, y el castillo fue puesto bajo el control del clan Gamo, basado en Aizu. Con el establecimiento del shogunato Tokugawa, el castillo de Utsunomiya se convertiría en el centro del dominio de Utsunomiya, que sería gobernado por varios clanes de daimios, siendo el primero el clan Okudaira a partir de 1601.
En 1619, Honda Masazumi fue nombrado daimio de Utsunomiya. Asistido por capaces administradores, reconstruyó notablemente el castillo y alojó a Tokugawa Hidetada en el nuevo palacio cuando peregrinaba a Nikkō Tōshō-gū. Sin embargo, Honda Masazumi fue falsamente acusado en 1622 por sus enemigos políticos de planear asesinarlo utilizando una trampa en el techo de la habitación de huéspedes, y fue exiliado a la provincia de Dewa. Este palacio Ni-no-maru sufrió un incendio en 1683.
Durante la guerra Boshin de 1868, el dominio de Utsunomiya apoyó la causa imperial, y fue atacado por un ejército pro-Tokugawa dirigido por Ootori Keisuke y el antiguo jefe del Shinsengumi, Hijikata Toshizō. Después de una feroz lucha (conocida como batalla del castillo de Utsunomiya) en la que la mayor parte de las estructuras fueron destruidas, el castillo cayó en manos de los partidarios del shogunato, pero, incapaces de mantenerlo debido a los pocos efectivos de los que disponían, lo abandonaron y se dirigieron al norte.
Tras el establecimiento del gobierno Meiji, el emplazamiento del castillo fue utilizado como lugar de guarnición del Ejército Imperial Japonés hasta que, en 1890, fue cedido para uso privado, aunque la parte central central se convirtió en parque público. El año 2007, un gran tramo de los muros, los fosos y dos torres (yagura) fueron reconstruidos.